# Anisodes plotosphera
Anisodes plotosphera là một loài bướm đêm trong họ Geometridae.